# Цугару-дзямисэн

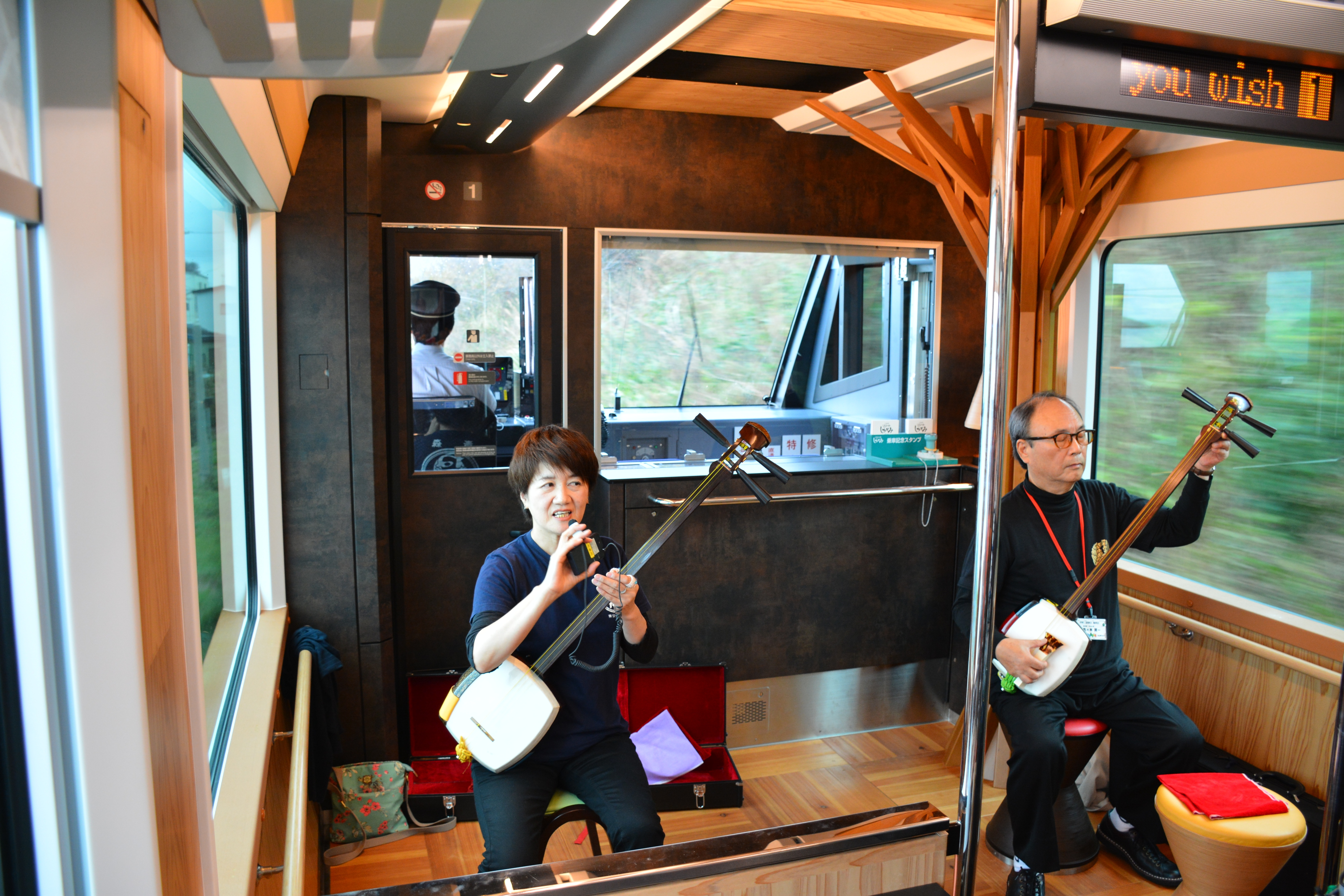
Двое исполнителей, играющих на цугару-дзямисэнах

Цугару-дзямисэн (яп. 津軽三味線) — региональная разновидность сямисэна, а также музыка, исполняемая на этом инструменте. Появился в регионе Цугару на севере острова Хонсю в конце XIX века, с течением времени на нём стали исполнять популярную музыку, сочетающую черты различных жанров. Музыкальные произведения имеют связь с народной музыкой, однако часто исполняются в очень быстром темпе и позволяют исполнителю импровизировать, что поспособствовало его популярности на Западе. Цугару-дзямисэн является одним из наиболее известных за рубежом жанров музыки для сямисэна.

## История

### Происхождение

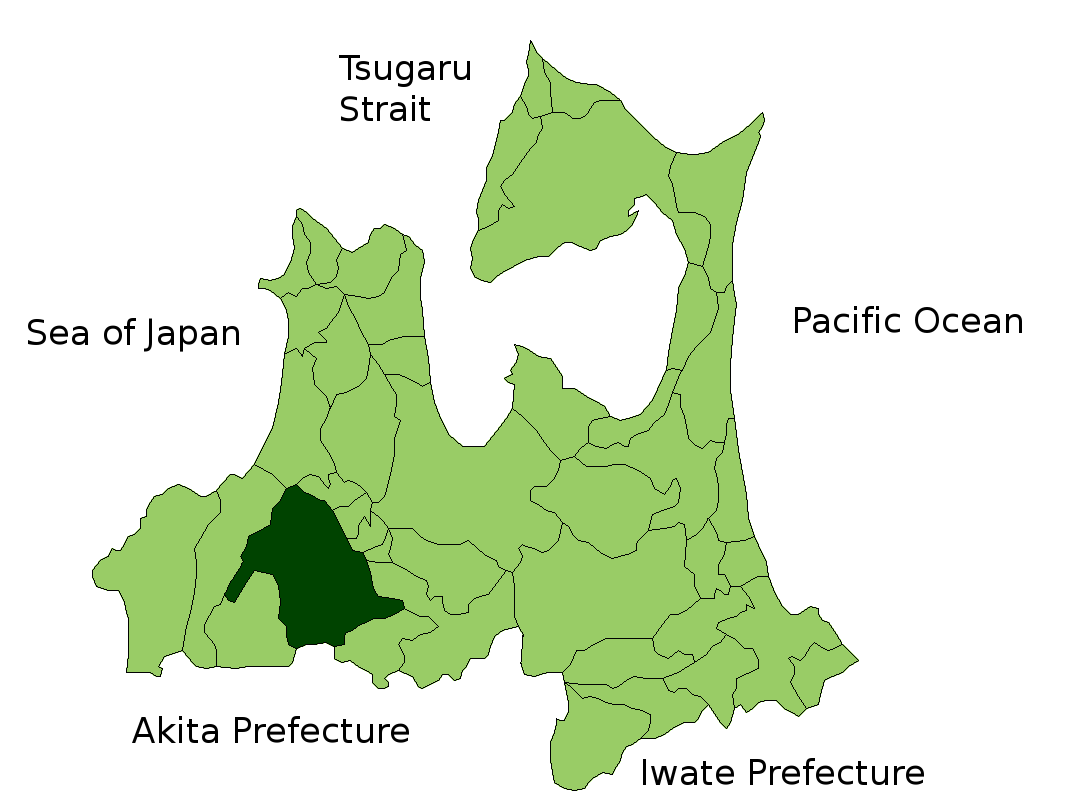
Карта префектуры Аомори. Слева находится полуостров Цугару, цветом отмечен административный центр, Хиросаки

Цугару-дзямисэн является разновидностью сямисэна, японской безладовой трёхструнной лютни с шипом. Предок сямисэна, сансин, появился в Японии в XVI веке и быстро ассимилировался, в частности, для покрытия корпуса вместо змеиной кожи стали использовать кошачью или собачью.
Несмотря на сложившееся восприятие Японии как гомогенной нации, японское общество состоит из множества пересекающихся групп «своих» с собственными географическими, политическими и культурно-языковыми маркерами. Формирование цугару-дзямисэна происходило в Цугару, который был и остаётся удалённым регионом Японии с собственным диалектом, непонятным в остальной Японии, и музыкальной традицией. Цугару Тамэнобу основал княжество Хиросаки, и 1590—1871 годах Цугару управлял отдельный даймё. Периферийное положение Цугару отражает прозвище ура-нихон (яп. 裏日本, «изнанка Японии»).
Существуют и другие местные музыкальные стили: цугару-айя-буси (яп. 津軽あいや節), цугару-яма-ута (яп. 津軽山唄) и так далее. У самого цугару-дзямисэна есть несколько поджанров: аккомпанемент народным песням, инструментальные версии этих песен и импровизированные произведения.

### Первая половина XX века

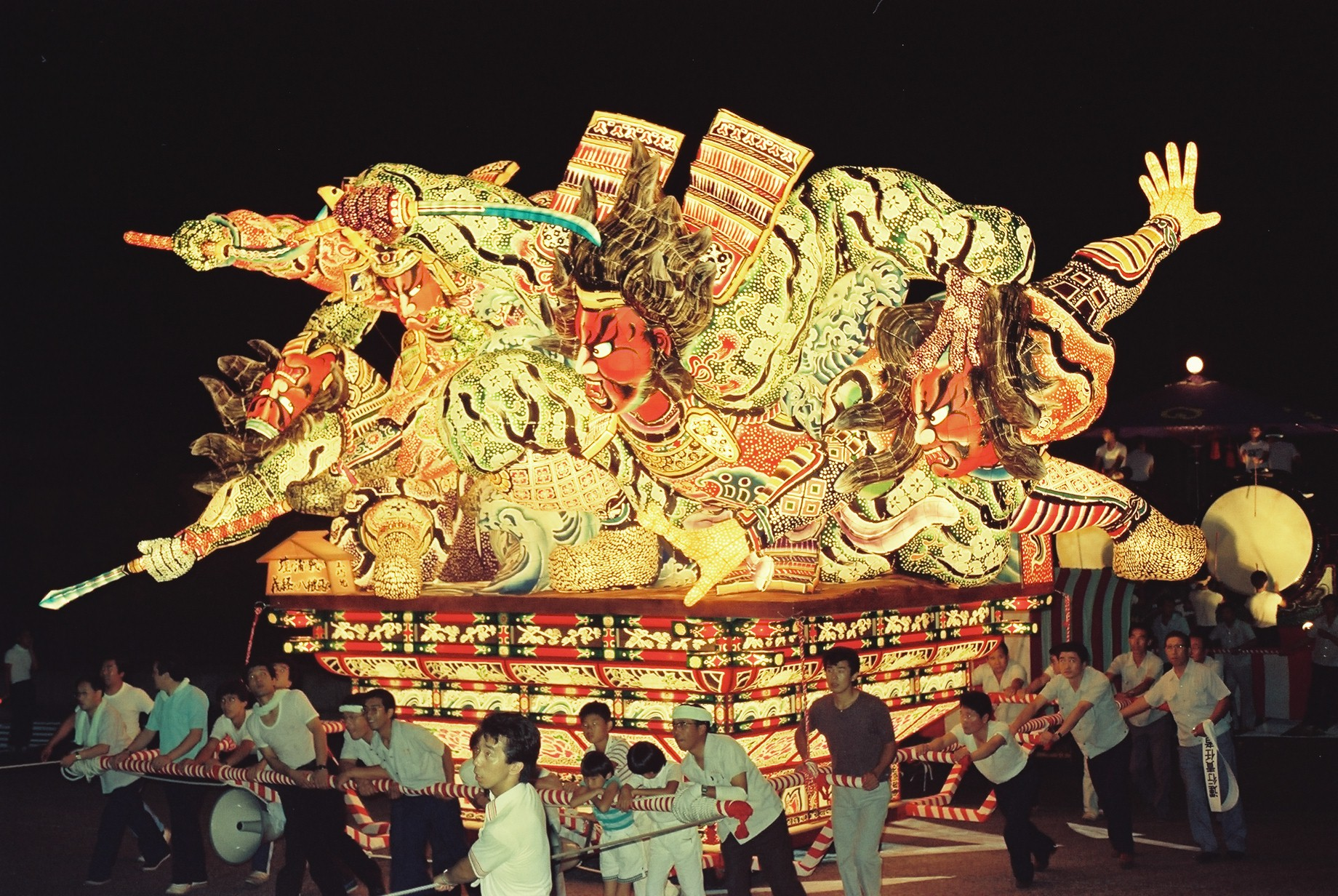
Региональный фестиваль «нэпута» в Хиросаки

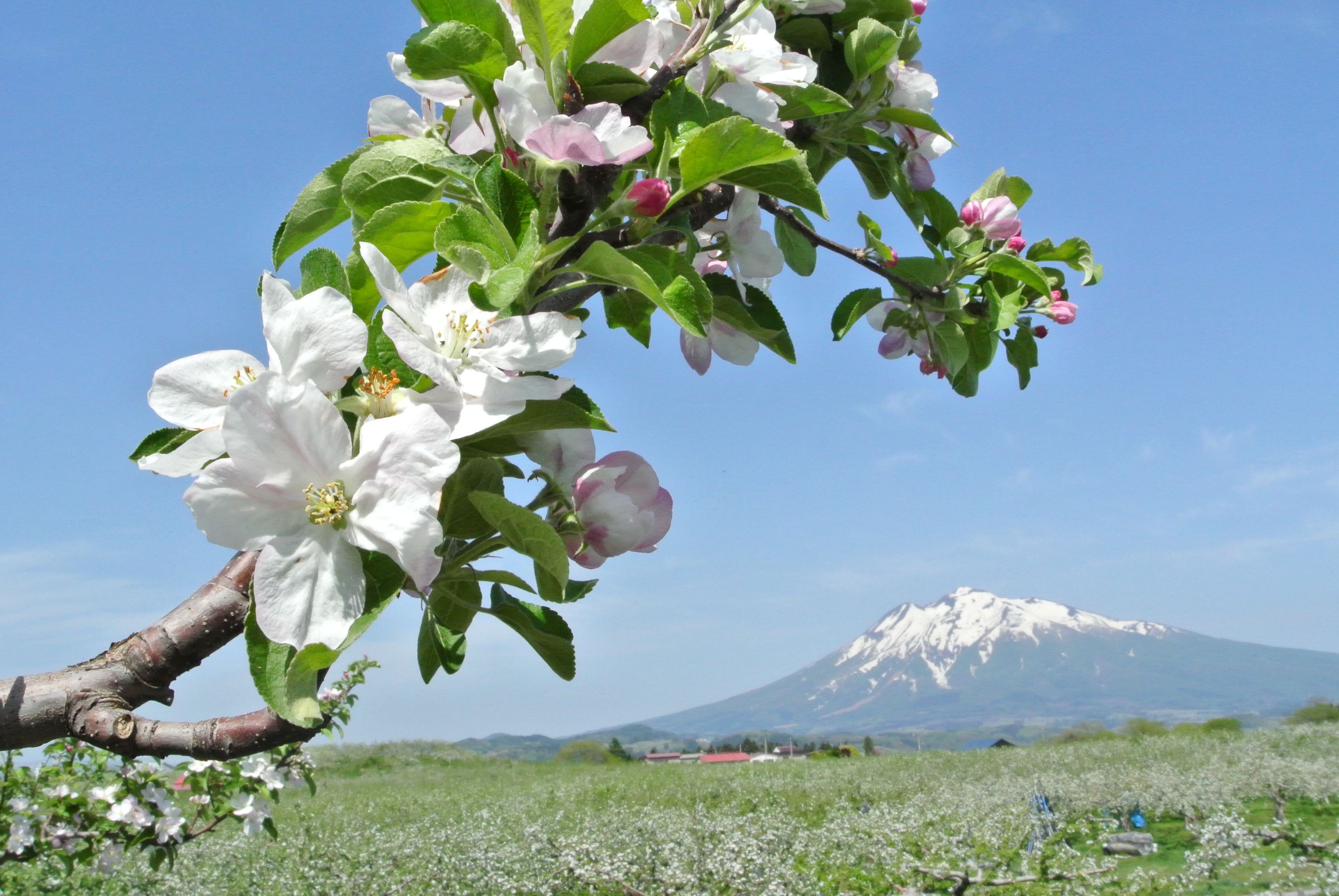
Панорама Цугару с цветущей яблоней

Одна из социальных групп, сыгравших важную роль в его становлении, — нищие и странствующие слепые музыканты: мужчины-босама и женщины-годзэ. И те, и те были бедны, и даже знаменитые исполнители, такие как основатель жанра Нитабо, находились внизу социальной иерархии. Из-за бедности Нитабо, сын паромщика, ослепший и осиротевший в детстве, даже не мог присоединиться к гильдии слепых музыкантов Тодо-дза и стал просить милостыню, играя на сямисэне.
Важной темой для ранних странствующих исполнителей была тоска по дому, которая удачно вписалась в распространившийся тогда по стране ностальгический регионализм, вызванный резкой модернизацией Японии и заменой традиционного социального порядка вестернизированным. Во время предвоенного подъёма национализма в 1930-х годах парадоксальным образом этот регионализм стал опорой для конструирования образа монолитной единой Японии: японцев роднило общее ощущение, что у них есть малая родина, пусть и разная. Примеры яркого регионализма можно увидеть в текстах песен, упоминающих достопримечательности Цугару и приглашающих их посетить. Помимо музыки Цугару знаменит своими яблоневыми садами и лаком.
Корни исполнительской традиции цугару-дзямисэна лежат в народной музыке Цугару, однако далеко от неё отошли из-за влияния коммерческих продюсеров: В 1900—1950-х годах наиболее выдающихся исполнителей часто спонсировали организации или СМИ.

### Подъём популярности в 1960-х и мировая известность

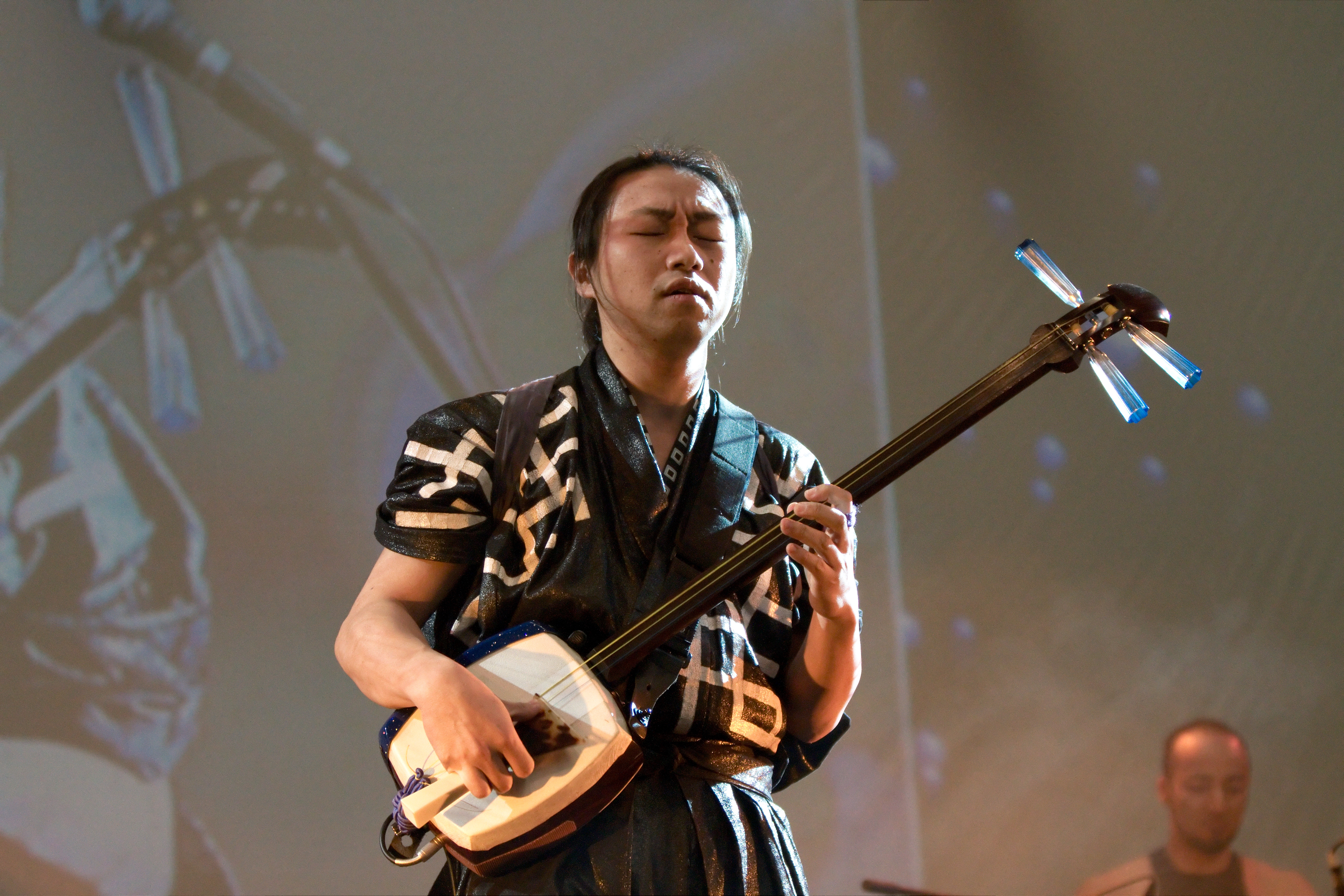
Современный исполнитель Кэйсё Оно

Этот жанр опирается на образ традиционного, однако в реальности он представляет собой так называемую «новую традицию», которая оформилась относительно недавно. Вплоть до 1950-х в литературе цугару-дзямисэн не упоминался, а формирование исполнительской традиции завершилось только после окончания Второй мировой войны.
Первым музыкантом, популяризовавшим этот жанр, стал Такахаси Тикудзан, в 1960-х годах стали широко известны Ринсёэй Кида (яп. 木田林松栄, 1911—1979), Гумпатиро Сиракава (яп. 白川軍八郎, 1909—1962) и Масакацу Фукуси (яп. 福士政勝, 1913—1969), а позже — и Тисато Ямада. В XXI веке некоторые мастера цугару-дзямисэна становятся айдолами и поп-звёздами или звёздами международного масштаба и записывают альбомы за рубежом.
Музыка цугару-дзямисэна требует от исполнителя виртуозности и импровизирования, аналогично соло-гитаре в западной рок-музыке. Аудитория, интересующаяся японской музыкой, расширилась благодаря таким музыкантам как Yoshida Brothers и Тисато Ямада, создавшим новый эклектичный нео-традиционалистский стиль. Консервативная система иэмото в таких условиях может быть тормозящим фактором для развития инструмента, и некоторые исполнители решают вместо этого учиться самостоятельно. С другой стороны, зачастую современные исполнительские техники критикуют за то, что они «не оставили ничего от классического цугару-дзямисэна», а музыканты «лишь бессмысленно бренчат», не обращая внимания на то, что цугару-дзямисэн начала XX века — это в первую очередь аккомпанемент для танца.
В современной Японии цугару-дзямисэн остаётся связан с Аомори, там проиодят многочисленные фестивали и соревнования, посвящённые ему, куда съезжаются исполнители. В конце 1990-х количество музыкантов, занимающихся этим жанром, оценивалось в 50 000. Помимо этого важным местом для исполнителей являются лайв-хаусы, бары с живой музыкой.
В 1988 году цугару-дзямисэну был открыт памятник в родном посёлке Нитабо Канаги (ныне входит в состав Госёгавары), а в 1993 году — ещё один, возле моста Канда. После введения обязательных уроков традиционных японских музыкальных инструментов в средних школах в 2002 году молодёжь стала больше ими интересоваться, особенно возрос интерес к цугару-дзямисэну.

## Конструкция
Сямисэн, используемый в этом стиле, имеет очень широкий гриф и очень большой корпус, покрытый толстой собачьей кожей, которая должна выдерживать постоянные удары плектра. Учитывая намного бо́льшую дороговизну сямисэнов с широким корпусом и их тяжесть, маловероятно, что это исконный вид цугару-дзямисэна, скорее всего, ранние исполнители использовали средний гриф.
Струны обычно весят 30, 18 и 12 моммэ (112,5; 67,5; 45 г) и изготовлены из шёлка, либо тетрона или нейлона. Их натягивают либо в обычном для сямисэна порядке (для наблюдателя — слева направо по убыванию толщины), либо в обратном. Все три струны лежат на верхнем порожке, звенящий звук толстой струны «савари» производится механизмом адзума-савари (яп. 東触り), то есть, при помощи выдвижного стержня, проходящего сквозь гриф под струной чуть ниже порожка, об который и звенит струна. Накладка этого инструмента продолжается почти до самого корпуса, не образуя плавную кривую «хатомунэ» (яп. 鳩胸, «грудь голубя»).
Съёмный нижний порожек у цугару-дзямисэна имеет длину около 7,2 см, ширину 0,6 и высоту 0,8 см, его верхняя часть может иметь отделку из черепахового панциря. Плектр длиной 18,6—19,6 см и шириной 9,4 см в узкой части.
В XXI веке всё чаще к инструменту прикрепляют микрофон, либо звукосниматели.

### Размеры
- Общая длина — 102,2 см.
- Длина головки грифа до верхнего порожка — 13 см.
- Длина грифа от верхнего порожка до корпуса — 62,5 см.
- Длина корпуса — 20,7 см.
- Ширина корпуса — 23 см.
- Толщина корпуса — 10 см.
- Длина шпиля — 3 см.
- Ширина грифа — от 3,1 до 3,3 см[30].

## В культуре и искусстве
- Нитабо: Слава создавшего цугару-дзямисэн — японский анимационный фильм, вольная адаптация биографической книги Кадзуо Дайдзё о жизни Нитабо[31][32][33].
- Одинокое путешествие Тикудзана[англ.] — японский биографический фильм 1977 года, основанный на жизни Такахаси Тикудзана[34].
- Чистый звук — анимационный сериал 2021 года, экранизация манги о молодом исполнителе на цугару-дзямисэне.